# Initia HC Hasselt (féminines)
Cet article concerne la section féminine de l'Initia HC Hasselt. Pour la section masculine de l'Initia HC Hasselt, voir Initia HC Hasselt.
Maillots
Actualités
La section féminine de l' Initia HC Hasselt est un club de handball, situé à Hasselt en Belgique.
Elle évolue en  division 1 et est considérée comme une des meilleures de Belgique dans les années 80 et 90.

## Histoire

### 1971-1982: Les débuts de la section
Fondé en 1971, sous le nom de OLSJOC  (Oud Leerlingen Sint-Jozefscollege) ou en français « les anciens étudiants du Collège Saint-Joseph », le club reçoit dès lors le matricule 142.
En 1974, le club est renommé Initia Handbal Club Hasselt ou communément Initia HC Hasselt.
Et c'est cette même année que le club ouvre sa section dame, une section composée d'une génération qui s'imposa rapidement dans le paysage handballistique belge féminin qui ne possédait pas encore de compétitions officielles.
Et ce fut, Ilona Venema qui prit les commandes de cette génération composée de joueuses telles que Ria ou Linde Vrijsen.
Par la suite, Jos Schouterden remplaça Ilona et avec il réussit à atteindre la division 1 lors de la saison 1981/1982, soit la deuxième édition de la compétition après sa création.

### 1982-1987: Les premiers trophées
Cette saison 1981/1982 se conclut d'une formidable façon pour la section, puisqu'elle remporta son tout premiers titre, la Coupe de Belgique, un trophée remporté au détriment du SK Avanti Lebbeke lors d'un match des plus serrés qui se concluant sur le score de 14 à 13.
Un premier trophée qui signifia un premier parcours en coupe d'Europe et plus particulièrement en Coupes des coupes pour la section féminine qui dut affronter l'équipe suisse du RTV 1879 Bâle mais fut défaite sur un total de 41 à 22 (25-12; 16-10) et donc fut éliminée alors que cette même saison, l'Initia réussit à défendre son trophée puisqu'elles remportèrent la finale 10 à 9 contre le KV Sasja HC Hoboken, une finale qui était disputée au Sporthal Runkst de Hasselt, soit à domicile.
Grâce à ce deuxième titre, l'Initia Fémina Hasselt se requalifia pour la Coupes des coupes la saison suivante, un parcours européen où Hasselt réalisa une superbe campagne puisqu'après s’être défait des Luxembourgeoise du HB Dudelange au premier tour, des suisses du REX Zürich en huitième de finale, l'Initia Fémina Hasselt se retrouva en quart de finale, lors desquelles, elles rencontrèrent les Autrichiennes du Admira Landhaus Wien mais face à cette formation, l'Initia perdit la double confrontation sur un total de 32 à 17 et donc fut éliminé après avoir réalisé une remarquable saison européenne.
Malheureusement pour les dames de l'Initia, elles ne remportèrent aucun titre cette même saison et donc furent exemptées de toutes compétitions européennes la saison qui suivit où l'Initia termina la saison à la seconde position, dauphin du HCE Tongeren, les rivaux.
Lors de la saison 1985/1986, les dames réussissent pour la troisième fois de leur histoire à se hisser pour la finale de la Coupe de Belgique, une finale qui eut lieu à Esneux où les vertes rencontrèrent le SK Avanti Lebbeke, lors d'une finale facilement remportée à l'issue d'une rencontre se ponctuant sur un score de 20 à 10.
Et donc c'est en toute logique que l'Initia retrouva la Coupes des coupes la saison suivante mais fut éliminé par les néerlandaises du V&L Geleen dès son entrée.
Et bien que cette élimination fut prématurée, cette saison 1986/1987 fut irréprochable au niveau national puisqu'en plus d'avoir réussi à conserver son titre en Coupe de Belgique lors d'une finale remportée au détriment du KV Sasja HC Hoboken sur le petit score de 15 à 16, l'Initia réussit également à décrocher son tout premier titre de champion de Belgique.

### 1987-1996: Outrageuse domination
Ce tout premier titre de Champion de Belgique fut synonyme de qualification en Coupe des clubs champions la saison suivante, dans laquelle elle réussit à passer un tour en battant les Suisses du LC Brühl mais fut éliminée au tour suivant par les Polonaises du KS Cracovia.
Une saison 1987/1988 où l'Initia réussit à conserver son titre de Champion de Belgique mais pas sa Coupe de Belgique, remportée cette année-là par le KV Sasja HC Hoboken.
Participant pour la deuxième fois de leur histoire lors de la saison 1988/1989 en Coupe des clubs champions, le club limbourgeois se fit éliminer dès son entrée par les Françaises de l'Entente Sportive Bisontine sur le lourd score total de 44 à 25.
Alors que cette même, l'Initia réussit à remporter son septième et huitième titre de son histoire grâce à un doublé.

### Parcours
| Saison    | Classement     | Coupe de Belgique |
| 2008-2009 | 2e du groupe A | ?                 |
| 2009-2010 | 2              | ?                 |
| 2010-2011 | 2              | 1                 |
| 2011-2012 | 4              | ?                 |
| 2012-2013 | 4              | 1/2 finale        |
| 2013-2014 | 2              | 1/2 finale        |
| 2014-2015 | .              |                   |

## Rivalités
Les matchs les plus tendus de la section féminine de l' Initia HC Hasselt sont ceux face au club limbourgeois, mais surtout ceux évoluant en division 1 tels que le DHC Meeuwen, l'Achilles Bocholt ou encore le HB Sint-Truiden.

## Maillot
Le maillot de l' Initia HC Hasselt est en vert et en noir, car les couleurs de la ville d'Hasselt sont le vert.d'autre club de la ville comme le club de football, le KS Kermt-Hasselt ou encore l'ancien club de football, le KSC Hasselt ont adopté c'est même couleur.
Par contre le deuxième maillot du club est en rouge et noir.

## Palmarès
Le tableau suivant récapitule les performances de la section féminine du Initia Handbal Club Hasselt dans les diverses compétitions belges et européennes.
| Compétitions nationales |
| - Championnat de Belgique (10) - Premier : 1986/1987,1987/1988,1988/1989,1989/1990,1990/1991,1991/1992, 1992/1993,1993/1994,1994/1995, 1995/1996 - Coupe de Belgique (11) - Vainqueur : 1982,1983,1986,1987,1989,1990,1991,1992,1993,1996, 2011 |

### Effectif actuel
| N° | Nom                     | Poste          | Date de naiss. | Nationalité |
| -- | ----------------------- | -------------- | -------------- | ----------- |
| 3  | Sanne Loos              |                |                | Belgique    |
| 18 | Tine Ceyssens           |                | 26/07/1987     | Belgique    |
| 19 | Hilke Raymaekers        | Alière droite  |                | Belgique    |
| 7  | Edel Robyns             | Arrière gauche | 26/05/1993     | Belgique    |
| 14 | Svane Goossens          | Arrière gauche | 07/08/1986     | Belgique    |
| 13 | Klaudia Obrusik         | Arrière droite | 15/02/1989     | Belgique    |
| 12 | Kitty Van der Schraelen |                |                | Belgique    |
| 1  | Katleen Thijs           | Gardienne      | 18/12/1988     | Belgique    |
| 6  | Yentl Goossens          |                | 26/10/1994     | Belgique    |
| 8  | Stéphanie Puts          | Ailière gauche | 07/07/90       | Belgique    |
| 22 | Eefje Huijsmans         |                | 18/04/1986     | Pays-Bas    |
| 10 | Marie Bemelmans         | Demi-Centre    | 11/09/1992     | Belgique    |
| 8  | Kimberly Gonzalez       | Arrière        | 25/03/1991     | Belgique    |
| 20 | Maxine Martens          |                |                | Belgique    |
| 20 | Aurélie Bemelmans       | Ailière gauche | 01/06/1988     | Belgique    |
| 25 | Cléo Marteleur          | Arrière        | 17/09/1989     | Belgique    |
| 13 | Lore Paredis            |                |                | Belgique    |
| 17 | Charlotte Willems       | Ailière gauche | 20/07/1988     | Belgique    |
| 5  | Isabelle Bemelmans      | Arrière        | 26/12/1985     | Belgique    |
| 14 | Ashley Leman            |                |                | Belgique    |
| 16 | Loes Hoefnagels         | Gardienne      | 18/09/1991     | Pays-Bas    |

## Trophées individuels
| Handballeuse de l'année                                                                                             |
| - 1992 Marleen Schouterden - 1993 Marleen Schouterden - 1994 Ann Vanrusselt - 1995 Ann De Greef - 1996 Ann De Greef |

| Meilleur Buteur de l'année                                      |
| - 1992-1993 Marleen Schouterden - 1993-1994 Marleen Schouterden |

## Joueuses emblématiques
- Ann De Greef
- Ann Vanrusselt
- Marleen Schouterden
- Nicky Houba

## Galerie photo

Logo du Initia HC Hasselt